# Néons-sur-Creuse
Néons-sur-Creuse – miejscowość i gmina we Francji, w Regionie Centralnym, w departamencie Indre.
Według danych na rok 1990 gminę zamieszkiwały 372 osoby, a gęstość zaludnienia wynosiła 19 osób/km² (wśród 1842 gmin Regionu Centralnego Néons-sur-Creuse plasuje się na 778. miejscu pod względem liczby ludności, natomiast pod względem powierzchni na miejscu 675.).